# Telling Lies in America
Telling Lies in America est un film américain réalisé par Guy Ferland, sorti en 1997.
Le film est basé sur l’histoire de Joe Eszterhas, qui signe lui-même le scénario.

## Synopsis
Karchy Jonas est un lycéen de 17 ans qui cherche à se faire une place dans le monde. Il rencontre le présentateur radio célèbre Billy Magic qui le prend sous son aile. 

## Fiche technique
- Titre : Telling Lies in America
- Réalisation : Guy Ferland
- Scénario : Joe Eszterhas
- Production : Fran Rubel Kuzui et Ben Myron
- Musique : Nicholas Pike
- Genre : Drame
- Pays de production :  États-Unis
- Durée : 101 minutes
- Dates de sortie : États-Unis 24 janvier 1997

## Distribution
- Kevin Bacon : Billy Magic
- Brad Renfro : Karchy 'Chucky'/'Slick' Jonas
- Maximilian Schell : Dr. Istvan Jonas
- Calista Flockhart : Diney Majeski
- Paul Dooley : Father Norton
- Jonathan Rhys Meyers : Kevin Boyle
- Luke Wilson : Henry